# Brachystelma barberiae

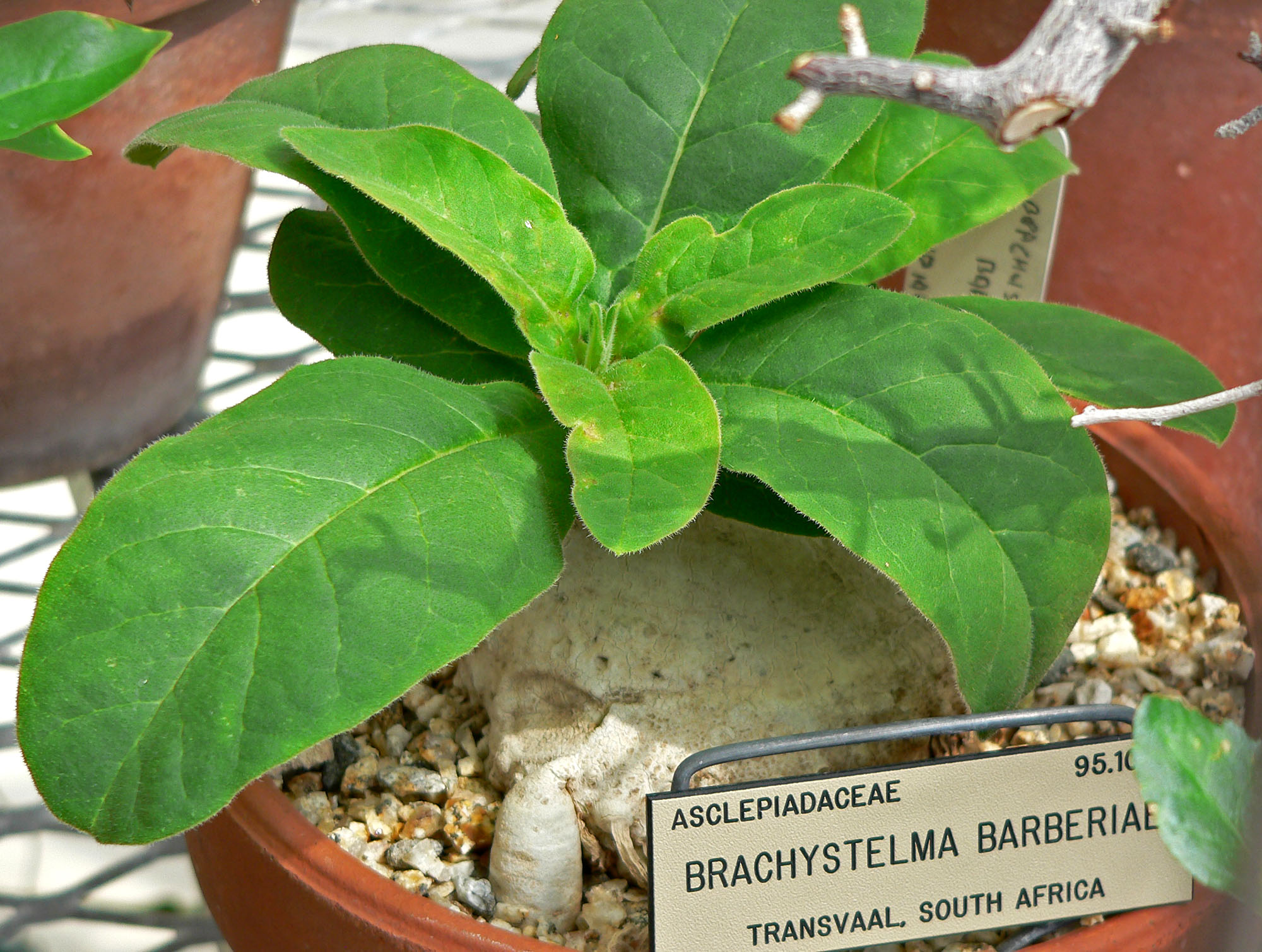
Pflanze mit Wurzelknolle und Blättern (ohne Blüten)

Brachystelma barberiae ist eine Pflanzenart aus der Unterfamilie der Seidenpflanzengewächse (Asclepiadoideae). Sie ist im südlichen Afrika beheimatet.

## Beschreibung

### Vegetative Merkmale
Brachystelma barberiae ist ein ausdauernder, krautiger Geophyt mit einer Hypokotylknolle als Überdauerungsorgan, die halb oder ganz in der Erde wächst. Die abgeflacht-kugelige Knolle kann eine Größe von etwa 7 mal 20 cm erreichen und ist in der Mitte eingesenkt. Mit zunehmendem Alter wird die Form unregelmäßig. Alle oberirdischen Pflanzenteile sind rau behaart und sondern bei Verletzung einen wässerigen Milchsaft ab. Es werden einer bis wenige, aufrechte oder niederliegende Stängel von höchstens 10 cm Länge ausgebildet.
Die büschelig angeordneten Stängel sind einjährig und sterben in der Trockenzeit völlig ab. Die gegenständigen Laubblätter sind kurz gestielt und dicht behaart. Die ungeteilte Blattspreite ist bei einer Länge von bis zu 10 cm und einer Breite von bis zu 2,5 cm länglich, lanzettlich oder verkehrt eiförmig.

### Blütenstand und Blüten
Die Blütezeit liegt in Südafrika im Frühjahr und Frühsommer (meist Oktober bis Dezember). Die zwei (bis drei), meist gegenständigen, annähernd endständigen, kopfigen, doldigen Blütenstände enthalten bis zu 25 Blüten (bis zu 50 Blüten). Die Blüten öffnen sich gleichzeitig (oder in rascher Folge innerhalb von zwei bis drei Tagen) und riechen intensiv nach Fäkalien. Die Blütenstiele sind 1 bis 2 cm lang und flaumig behaart.
Die zwittrigen Blüten sind radiärsymmetrisch und fünfzählig. Die fünf Kelchblätter sind bei einer Länge von etwa 1 cm pfriemlich. Die 2 bis 4,5 cm lange Blütenkrone besitzt eine glockenförmige Kronröhre von 4 bis 5 × 5 bis 7 mm Größe. Die Farbe der Kronröhre ist innen gelblich mit rotbraunen Bändern, die Lappen sind rotbraun. Außen ist die Blüte grünlich gefärbt. Bis auf die Kronröhre sind alle Teile behaart. Die sehr lang ausgezogenen Kronblattzipfel sind an der Basis dreieckig und werden rasch schmal linealisch. Die Spitzen der Kronblattzipfel sind miteinander verbunden und bilden eine breit eiförmige, zwischen den Zipfeln weit geöffnete käfigartige Struktur. Die ungestielte, bei einem Durchmesser von 4 bis 5 mm becherförmige bis glockige Nebenkrone ist 1,5 mm hoch und rotbraun gefärbt. Die taschenförmigen interstaminalen Nebenkronzipfel besitzen einen stumpf-dreieckigen obere Rand mit einem flachen Einschnitt. Die staminalen Nebenkronzipfel sind bei einer Länge von etwa 1 mm linealisch-zungenartig geformt und liegen den Staubblättern auf. Die breit ovalen Pollinia sind 0,4 mm lang und 0,3 mm breit.

### Früchte und Samen
Meist entwickeln sich zwei Früchte pro Blüte, manchmal auch nur eine Frucht (und die andere Frucht verkümmert). Sie sind für die kleinen Pflanzen vergleichsweise sehr groß, stehen aufrecht oder sind aufsteigend. Die glatten Balgfrüchte sind bei einer Länge von etwa 5 cm und einem Durchmesser von etwa 1 cm dick spindelförmig mit einem dicken Perikarp. Die Samen sind in der Frucht dicht gepackt. Der weißen Haarschopf der Samen dient Ausbreitung durch Wind (Anemochorie). Die Reifezeit der Frucht beträgt fast ein Jahr.

## Ökologie
Die Blüte enthält etwas Nektar und riecht extrem nach Fäkalien. Dadurch werden Fliegen auf weite Distanz angelockt. Versucht die Fliege an den Nektarvorrat zu kommen, reißt sie häufig die Pollinien ab, die an der Proboscis festkleben und dadurch eventuell zu einer anderen Blüte transportiert werden kann. Die Farbe und die beweglichen Haare sind auf die Nähe ein weiteres Stimulanz, die Eier auf der Blüte abzulegen.
Die Größe der Knolle korreliert mit dem Alter der Pflanze. Hat diese einen Durchmesser von 20 cm erreicht, ist die Pflanze etwa 10 bis 20 Jahre alt. Es ist ein Speicherorgan für Wasser und Nährstoffe.

## Nahrungsbeziehungen und Nutzung durch den Menschen
Die Wurzelknollen von Brachystelma barberiae werden in ihrem Heimatgebiet vor allem von Stachelschweinen (Hystricidae), Pavianen (Papio), Nagetieren und auch Insekten gefressen. Sie sind auch für den Menschen genießbar. In ländlichen Gegenden wurden sie gegessen, wenn andere Nahrung knapp war. Bei den San ergänzten sie die tägliche Nahrung. Sie waren auch eine Flüssigkeitsreserve in den trockenen Gebieten, in denen diese Art wächst.

## Vorkommen
Brachystelma barberiae kommt in Botswana, Simbabwe und in den südafrikanischen Provinzen Ostkap, KwaZulu-Natal, Mpumalanga, Nordkap und Nordwest vor.
Sie wächst in gut durchlässigen, kiesigen, sandigen bis lehmigen Böden in der vollen Sonne oder auch Halbschatten in Grasland und in der Savanne. Sie gedeiht in Höhenlagen zwischen etwa 400 und 1300 Meter. Sie ist generell zwar selten, kann aber lokal sehr häufig sein.

## Taxonomie und Nomenklatur
Die Erstbeschreibung von Brachystelma barberiae erfolgte 1866 durch Joseph Dalton Hooker in Curtis’s Botanical Magazine, Band 93, Tafel 5607 (+ 2 unnummerierte Seiten Beschreibung). Er griff bei der Erstbeschreibung auf einen Manuskriptnamen des zum Zeitpunkt der Veröffentlichung bereits verstorbenen William Henry Harvey zurück. Der Name war Hooker durch die Naturmalerin und Botanikerin Mary Elizabeth Barber vermittelt worden, schriftliche Aufzeichnungen zu der neuen Art hatte Harvey nicht hinterlassen. Der Name wurde später unberechtigterweise zu barberae korrigiert. Das Artepitheton barberiae ist eine korrekte ursprüngliche Schreibweise und basiert auf dem zuvor latinisierten Nachnamen Barber (= fem. Barberia) von Mary Elizabeth Barber. Beide Schreibweisen sind aber in Gebrauch (vgl. Meve und Flora of Zimbabwe). Das Typusexemplar war vom Bruder von Mary Elizabeth Barber Henry Bowker am „Isomo River“ (recte Tsomo River) gesammelt worden. Die Familie Bowker wohnte in Grahamstown, Distrikt Sarah Baartman, Provinz Ostkap, Republik Südafrika). Ein Synonym für Brachystelma barberiae Harv. ex Hook. f. ist Dichaelia barberiae (Harv. ex Hook. f.) Bullock.
Das Artepitheton barberiae ehrt die Pflanzenzeichnerin Mrs. Mary Elizabeth Barber (1818–1899), die die Originalabbildung von Brachystelma barberiae zeichnete.